# ألكسندرا فاولر
ألكسندرا فاولر (بالإنجليزية: Alexandra Fuller)‏ هي لاعبة الاسكواش جنوب أفريقية، ولدت في 24 أغسطس 1993 في كيب تاون في جنوب أفريقيا.

## وصلات خارجية
- ألكسندرا فاولر على موقع الاتحاد الدولي لمحترفي الاسكواش (مؤرشف) (الإنجليزية)
- ألكسندرا فاولر على موقع SquashInfo.com (الإنجليزية)